# Вила Франколини (Римини)
Вила Франколини је насеље у Италији у округу Римини, региону Емилија-Ромања.
Према процени из 2011. у насељу је живело 36 становника. Насеље се налази на надморској висини од 128 м.